# Nooitgedacht (Pays-Bas)
Pour les articles homonymes, voir Nooitgedacht.
Nooitgedacht est un hameau dans la commune néerlandaise d'Aa en Hunze, dans la province de Drenthe. Le 1er janvier 2008, le village comptait 312 habitants.